# Secret (группа)
Secret (кор. 시크릿, яп. シークレット) — южнокорейская гёрл-группа, сформированная в 2009 году компанией TS Entertainment. Коллектив состоял из четырёх участниц: Хёсон (она же была лидером), Ханы, Чжиын и Сонхвы.
Дебютировав в октябре 2009 года с синглом «I Want You Back», изначально группа не получила широкого отклика у публики, и успех пришёл лишь год спустя с выходом синглов «Magic» и «Madonna», которые попали в топ-3 корейских музыкальных чартов. 2011 год стал прорывом для коллектива: синглы «Shy Boy» и «Starlight Moonlight» стали знаковыми хитами, позволив Secret стать одной из ведущих женских групп в Корее и быть наравне с такими коллективами, как Girls’ Generation, Kara, T-ara, 2NE1 и Wonder Girls, будучи группой из маленького агентства. В том же году состоялся дебют в Японии, продвижением занималось японское подразделение TS Japan.
Несмотря на оглушительных успех, миллионы проданных копий синглов и признание публики, конфликты с руководством привели к тому, что Хёсон и Чжиын подали судебные иски против TS, и в 2018 году, после окончательного ухода Хёсон из агентства, и, согласно заявлению, «подрыву доверительных отношений», Secret были расформированы.

## Карьера

### 2009—10: Формирование и дебют

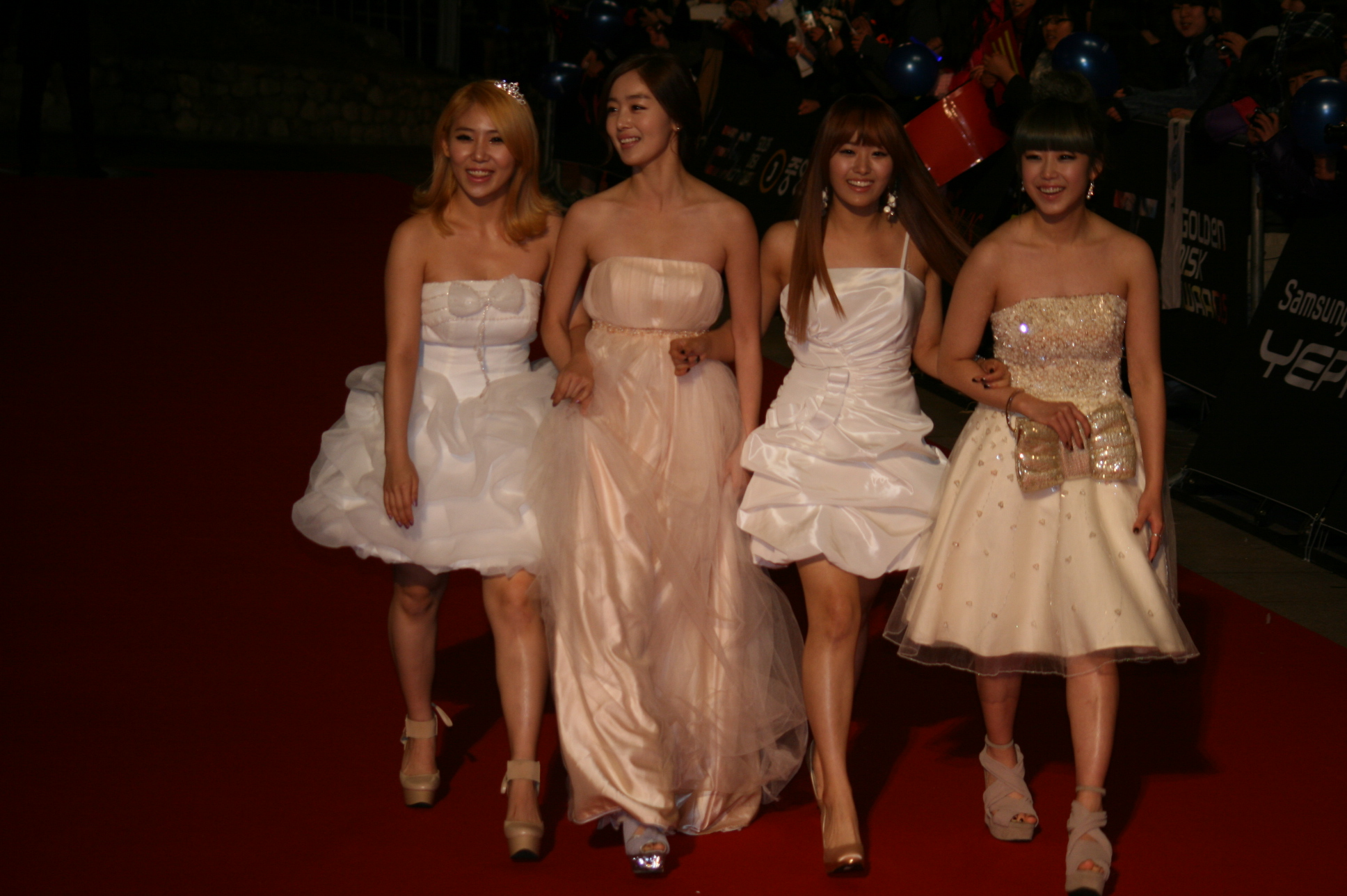
Secret пребывают на 25-ю церемонию Golden Disk Awards, 9 декабря 2010 года

В агентство TS Entertainment, основанное в 2008 году, практически сразу же после открытия пришли Хёсон, Хана, Чжиын и Сонхва, которые стали потенциальными участницами будущей женской группы. Хёсон, самая старшая из участниц, первоначально должна была дебютировать в 2007 году в составе Five Girls c G.NA, Юбин, Юи и Чживон, однако ещё до дебюта коллектив был расформирован. Чжиын прошла прослушивание в JYP Entertainment и должна была дебютировать в группе Little Big Mama с Хёлин (Sistar) и Ючжи (BESTie), однако дебют был отменён. Незадолго до дебюта Secret были представлены публике через серию документальных фильмов «История Secret», где была показана подготовка к дебюту и первый шоукейс, проведённый 29 сентября 2009 года. 13 октября был выпущен сингл «I Want You Back» одновременно с видеоклипом. Несмотря на ожидания, дебют не получил столь широкого общественного отклика.
25 января 2010 года Secret выпустили саундтрек «Friends» к дораме «Мастер обучения». 31 марта был выпущен сингл «Magic» в поддержку дебютного мини-альбома Secret Time. Видеоклип за первые 5 дней собрал свыше миллиона просмотров на YouTube и Cyworld, а танец а костюмах с подтяжками стал очень популярным в сети; промоушен стартовал позже запланированного из-за национального траура в честь гибели корвета ВМС РК «Чхонан» 26 марта.
Второй мини-альбом Madonna был выпущен 12 августа, видеоклип на одноимённый сингл вышел на день раньше. Кан Чжи Вон и Ким Ки Бом, композиторы «Madonna», рассказали, что главным вдохновением на создание композиции была жизнь с уверенностью в том, что человек сможет стать иконой целого поколения, что олицетворяет американскую певицу Мадонну. В отличие от «Magic», новый сингл стал более популярным в Корее, достигнув вершины музыкальных чартов. На 20-й церемонии Seoul Music Awards Secret выиграли Диск Бонсан, а на 25-й церемонии Golden Disk Awards победили в номинации «Лучший новый артист».

### 2011—12: Рост популярности и дебют в Японии
6 января 2011 года был выпущен второй сингл-альбом Shy Boy. Неделю спустя, 13 января Secret одержали свою первую в карьере победу на M!Countdown, а также стали обладательницами «тройной короны» (то есть выигрывали три недели подряд) на Music Bank. Второй сингл-альбом Starlight Moonlight был выпущен 1 июня.

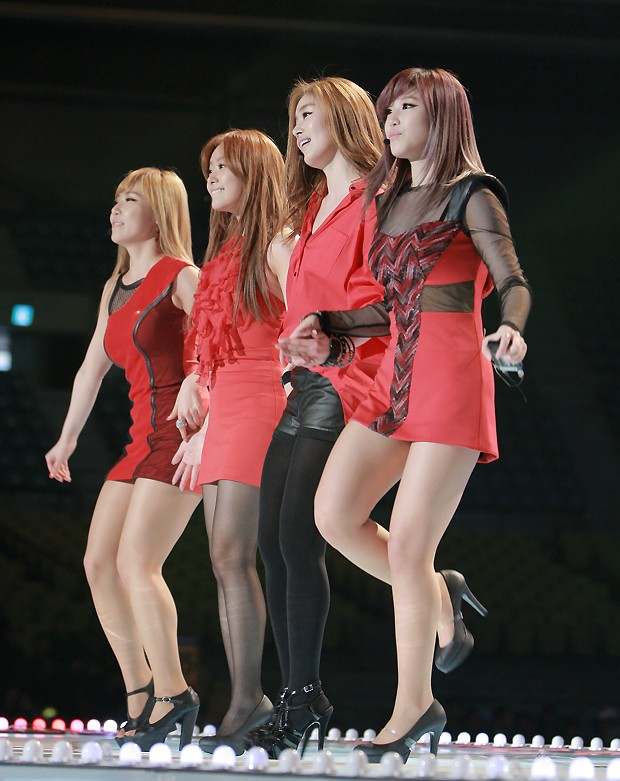
Secret на K Collection в Сеуле, 9 марта 2012 года

3 августа была выпущена японская версия «Madonna», ставшая дебютным японским синглом. 18 октября был выпущен первый корейский студийный альбом Moving in Secret. 16 ноября был выпущен дебютный японский мини-альбом Shy Boy. С 1 по 3 декабря Secret посетили Париж в рамках выставки корейских брендов и развлечений (Korea Brand & Entertainment Expo).
29 февраля 2012 года был выпущен второй японский сингл «So Much For Goodbye», а в марте состоялся первый японский тур Secret 1st Japan Tour: концерты прошли в Осаке, Нагое и Токио 5, 7 и 8 марта соответственно. 13 июня был выпущен третий сингл «Twinkle Twinkle», и 22 августа состоялся релиз первого японского студийного альбома Welcome to Secret Time, куда вошли ранее выпущенные японские синглы группы.
13 сентября был выпущен третий корейский мини-альбом Poison; одноимённый сингл был спродюсирован Кан Чжи Воном и Ким Ки Бомом, ранее работавшими над предыдущими хитами группы; концепт отличался от предыдущих корейских релизов — он был более женственным и сексуальным. Четвёртый сингл-альбом Talk That был выпущен 4 декабря, и он получил восторженные отзывы критиков, которые отметили, что релиз по своему звучанию значительно отличается от всего, что Secret выпускали ранее. В ночь на 11 декабря группа попала в автомобильную аварию, все участницы отделались лёгкими травмами и испугом, а Хана взяла временный перерыв от деятельности, чтобы восстановиться после перелома рёбер и ушибов лёгких. 27 декабря Сонхва совместно с Ёнчжэ из B.A.P выпустили сингл «Everything is Pretty».

### 2013—14:Letter from Secret,Gift From SecretиSecret Summer
В январе 2013 года Secret продолжили промоушен «Talk That» без Ханы, официально она вернулась к деятельности во время 22-й церемонии Seoul Music Awards, где группа также выиграла Диск Бонсан. 29 марта они провели свой первый концерт в Сингапуре. Четвёртый корейский мини-альбом Letter from SECRET был выпущен 30 апреля. Сингл «YooHoo» практически сразу после выхода захватил музыкальные чарты, и Secret попали в топ запросов поисковых сайтов. 18 июня в СМИ появилась информация о подписании контракта с лейблом Kiss Entertainment для дальнейшего продвижения в Японии. Пятый сингл-альбом Gift From Secret с синглом «I Do I Do» был выпущен 9 декабря.
5 февраля 2014 года была выпущена японская версия «I Do I Do» в качестве следующего японского сингла. Затем Secret провели третий японский тур 2014 Secret’s Summer Live ~YooHoo~, а 23 июля состоялся релиз японской версии «YooHoo». 11 августа был выпущен пятый корейский мини-альбом Secret Summer.

### 2016—19: Расформирование
26 сентября 2016 года было объявлено, что Сонхва решила покинуть TS Entertainment после истечения срока своего контракта, и Secret продолжат продвижение в составе трёх человек. В своём обращении девушка отметила, что решение уйти из компании, как и из коллектива, далось ей нелегко, однако она решила вложить усилия в сольную карьеру.
28 февраля 2018 года в СМИ появилась информация о том, что Хёсон и Чжиын находятся на стадии судебных разбирательств с TS: в августе 2017 года Чжиын подала на агентство в суд за несвоевременную выплату заработной платы за съёмки в дораме «Милый дом, сладкий мёд», за подписание контракта против её воли и за передачу условий её эксклюзивного контракта третьему лицу без её ведома; Хёсон также подала иск в суд за невыплату заработной платы во время деятельности в группе. Руководство TS в тот же день сделало официальное заявление, согласно которому, они приложат все усилия, чтобы найти компромисс и подписать новые контракты, однако нет гарантии, что это произойдёт; также было сказано, что расформирование Secret не представляется возможным, и участницы могут выпустить альбом в любое удобное для себя время. Адвокат Хёсон также заявил, что она не собирается возвращаться в группу, и что деньги за свою деятельность она перестала получать в 2015 году по необъяснимым причинам. В апреле 2019 года стало известно, что судебные тяжбы TS с Хёсон и Чжиын продолжаются, и что контракт Хёсон имеет законную юридическую силу до 2021 года. В августе Хёсон и TS достигли соглашения, однако компания продолжила подавать новые судебные иски за ложные обвинения в свою сторону.

## Участницы

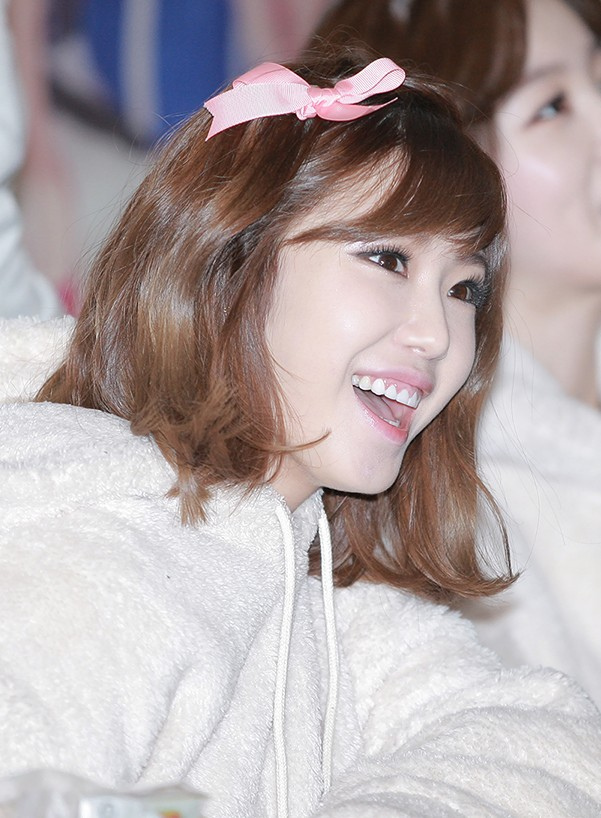
Хёсон
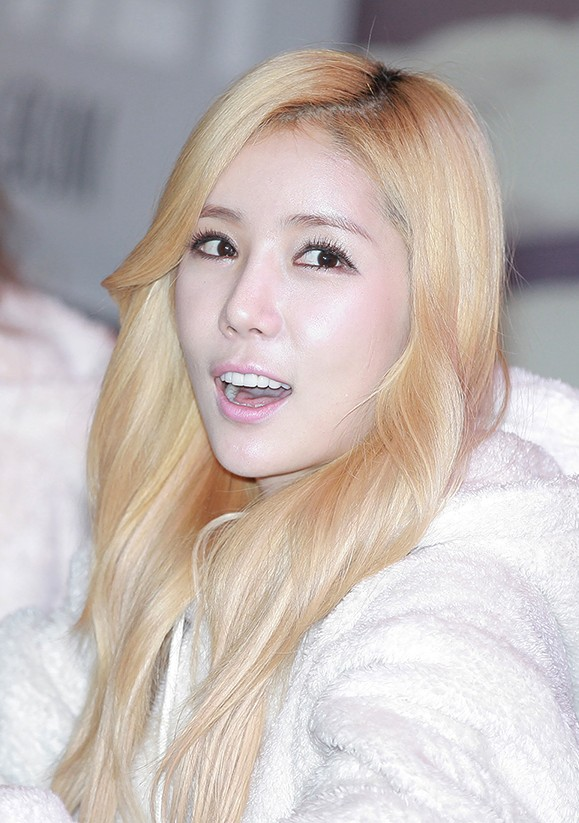
Хана
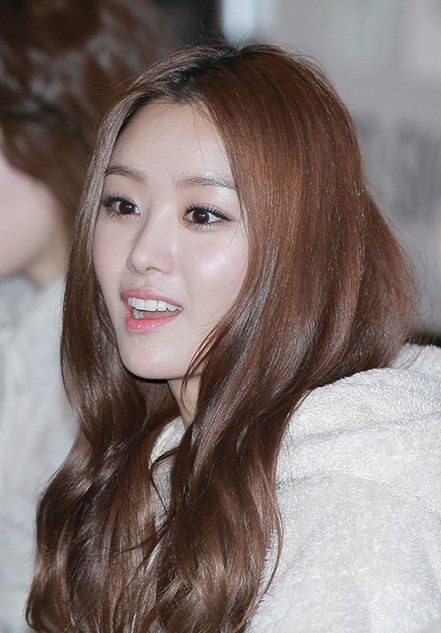
Чжиын
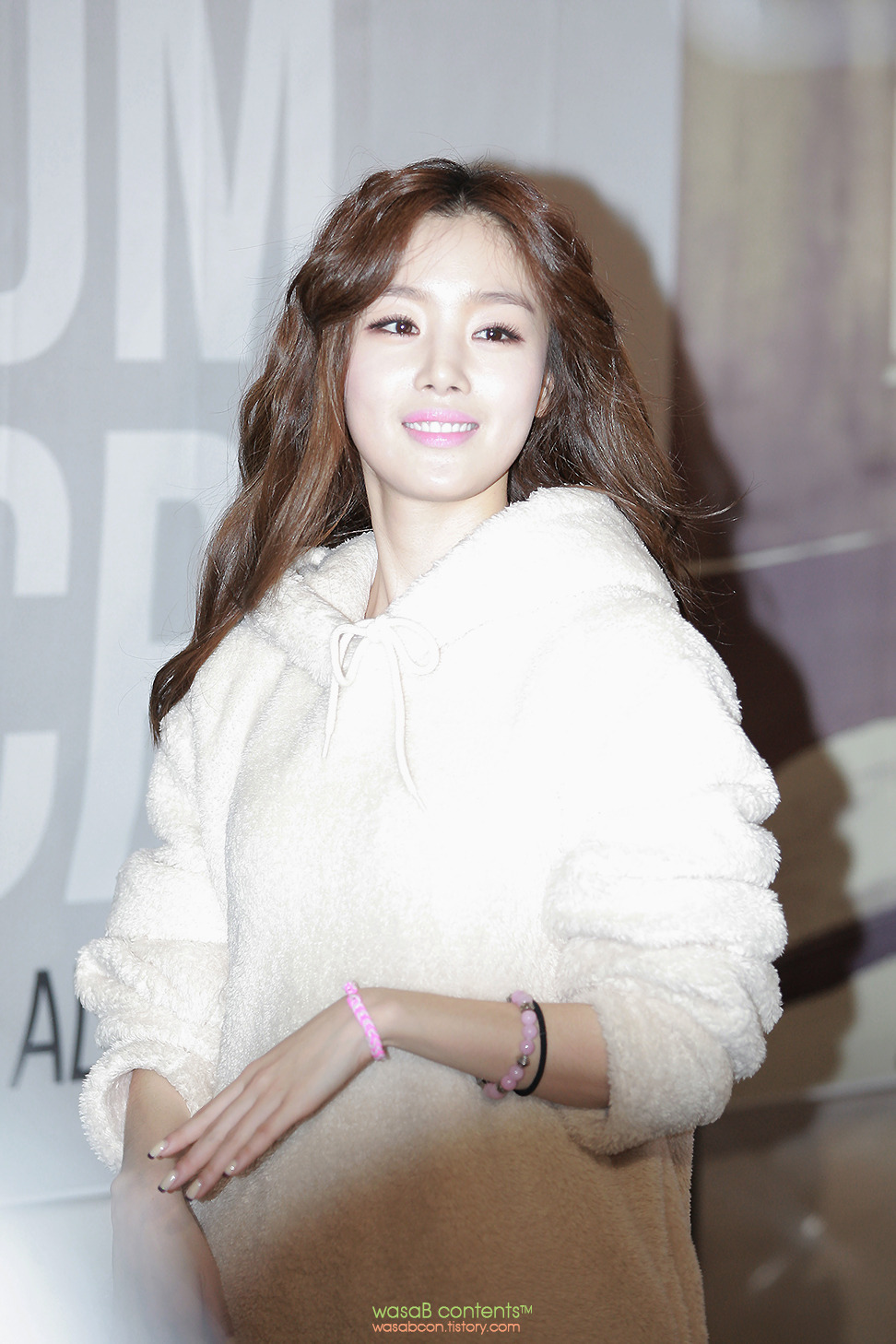
Сонхва

| Сценический псевдоним | Сценический псевдоним | Настоящее имя | Настоящее имя | Дата рождения | Позиция в группе                                       |
| Основной              | Другой                | На русском    | Хангыль       | Дата рождения | Позиция в группе                                       |
| --------------------- | --------------------- | ------------- | ------------- | ------------- | ------------------------------------------------------ |
| Хёсон                 | Hyoseong              | Чон Хё Сон    | 전효성        | 13.10.1989    | Лидер, главный танцор, ведущая вокалистка, лицо группы |
| Хана                  | Hana                  | Чон Ха На     | 정하나        | 02.02.1990    | Главный рэпер, ведущий танцор, саб-вокалистка          |
| Чжиын                 | Jieun                 | Сон Чжи Ын    | 송지은        | 05.05.1990    | Главная вокалистка                                     |
| Сонхва                | Sunhwa                | Хан Сон Хва   | 한선화        | 06.10.1990    | Ведущая вокалистка, вижуал, маннэ                      |

## Артистизм

### Музыкальный стиль
Ретро стал основной в творчестве Secret, однако за время существования группа также пробовала себя в жанрах поп, танцевальной музыки, современного R&B и хип-хопа. Дебютный сингл «I Want You Back» был выдержан в стилях хип-хопа и R&B, но уже с последующими камбэками девушки ушли в сторону ретро, а Wonder Girls, признанные «ретро-королевы» Кореи, ушли в более свежий и современный музыкальный стиль, в то время как Secret продолжили развитие в жанре ретро, и также стали одними из ярких представительниц данного жанра в стране. Кэтрин Дин, репортёр сайта Yahoo! Philippines сказала, что Secret «обладают уникальной способностью брать уже известный музыкальный жанр и представлять его по-своему». Репортёр сайта enewsWorld Пак Хён Мин отметил, что группа известна за «тяжёлые поп-биты в песнях и лёгкую для повторения хореографию».
Работа с Кан Чжи Воном и Ким Ки Бомом, которые стали авторами подавляющего большинства хитов в карьере группы, также имела отличительную черту — во всех песнях использовались живые музыкальные инструменты, такие, как медные духовые музыкальные инструменты, саксофон, ударная установка, синтезатор и электрогитара.

### Имидж
Secret были известны как группа, которая на протяжении всей карьеры могла варьировать свой концепт, начиная от милой «девушки по соседству» (то есть девушки-идеала), как, например, в «Shy Boy» и «Starlight Moonlight» до сексуального и сильного имиджа, как было в эры «Madonna», «Magic» и «Poison», причём само звучание композиций не отличалось от взятого за основу ретро. Во время промоушена «Poison» Хёсон говорила, что изначально Secret известны людям как милая группа, но они также могут показать свою уникальную ауру и сделать имидж более сексуальным.

## Дискография

### Корейские альбомы

#### Студийные альбомы
- Moving in Secret (2011)

### Мини-альбомы
- Secret Time (2010)
- Madonna (2010)
- Poison (2012)
- Letter from Secret (2013)
- Secret Summer (2014)

### Японские альбомы

#### Студийные альбомы
- Welcome to Secret Time (2012)

#### Мини-альбомы
- Shy Boy (2014)

## Концерты и туры
- 2011 Kpop Music Fest in Sydney (2011)
- Secret 1st Japan Tour «Secret Time» (2012)
- Secret Live in SINGAPORE (2013)
- The 2nd Japan Tour Love In Secret (2013)
- The 3rd Japan Tour Secret’s Summer Live ~YooHoo~ (2014)
- 2015 Secret 1st Fan Meeting in Asia (2015)

## Награды и номинации

### Asia Model Festival Awards
| Год  | Номинация              | Что номинировано | Результат |
| ---- | ---------------------- | ---------------- | --------- |
| 2011 | Популярный исполнитель | Secret           | Победа    |

### Gaon Chart K-Pop Awards
| Год  | Номинация           | Что номинировано      | Результат |
| ---- | ------------------- | --------------------- | --------- |
| 2012 | Песня Года — Январь | «Shy Boy»             | Победа    |
| 2012 | Песня Года — Июнь   | «Starlight Moonlight» | Победа    |

### Golden Disk Awards
| Год  | Номинация                      | Что номинировано      | Результат |
| ---- | ------------------------------ | --------------------- | --------- |
| 2010 | Лучший новый артист            | Secret                | Победа    |
| 2010 | Награда за популярность        | Secret                | Номинация |
| 2011 | Цифровой Бонсан                | «Starlight Moonlight» | Победа    |
| 2011 | Награда за популярность от MSN | Secret                | Номинация |
| 2012 | Цифровой Бонсан                | Poison»               | Победа    |
| 2013 | Награда за популярность        | Secret                | Номинация |
| 2013 | Лучший альбом                  | Letter from SECRET    | Номинация |

### Korean Culture Entertainment Awards
| Год  | Номинация                                          | Что номинировано | Результат |
| ---- | -------------------------------------------------- | ---------------- | --------- |
| 2010 | Лучший исполнитель нового поколения среди молодёжи | Secret           | Победа    |

### Melon Music Awards
| Год  | Номинация           | Что номинировано | Результат |
| ---- | ------------------- | ---------------- | --------- |
| 2010 | Лучший видеоклип    | «Madonna»        | Номинация |
| 2010 | Лучший новый артист | Secret           | Номинация |
| 2011 | Награда Бонсан      | Secret           | Победа    |

### Mnet Asian Music Awards
| Год  | Номинация                                        | Что номинировано | Результат |
| ---- | ------------------------------------------------ | ---------------- | --------- |
| 2010 | Лучшее танцевальное выступление (Женская группа) | «Magic»          | Номинация |
| 2011 | Лучшее танцевальное выступление (Женская группа) | «Shy Boy»        | Номинация |
| 2011 | Песня Года                                       | «Shy Boy»        | Номинация |
| 2012 | Лучшее танцевальное выступление (Женская группа) | «Poison»         | Номинация |
| 2012 | Песня Года                                       | «Poison»         | Номинация |

### Seoul Music Awards
| Год  | Номинация                 | Что номинировано | Результат |
| ---- | ------------------------- | ---------------- | --------- |
| 2010 | Награда Бонсан            | «Madonna»        | Победа    |
| 2011 | Награда Бонсан            | «Shy Boy»        | Победа    |
| 2012 | Награда Бонсан            | «Poison»         | Победа    |
| 2013 | Награда Бонсан            | «YooHoo»         | Номинация |
| 2013 | Награда за популярность   | Secret           | Номинация |
| 2014 | Награда Бонсан            | «Secret Summer»  | Номинация |
| 2014 | Награда за популярность   | Secret           | Номинация |
| 2014 | Специальная награда Халлю | Secret           | Номинация |